# FEZ1
FEZ1‏ (Fasciculation and elongation protein zeta 1) هوَ بروتين يُشَفر بواسطة جين FEZ1 في الإنسان.